# Carl Johan Bergman
Carl Johan Lennart Bergman (Ekshärad, 14 de marzo de 1978) es un deportista sueco que compitió en biatlón.
Participó en cuatro Juegos Olímpicos de Invierno, entre los años 2002 y 2014, obteniendo una medalla de bronce en Vancouver 2010, en la prueba por relevos, y el cuarto lugar en Turín 2006, en la misma prueba.
Ganó seis medallas en el Campeonato Mundial de Biatlón entre los años 2007 y 2012.

## Palmarés internacional
| Juegos Olímpicos   | Juegos Olímpicos            | Juegos Olímpicos  | Juegos Olímpicos |
| Año                | Lugar                       | Medalla           | Prueba           |
| ------------------ | --------------------------- | ----------------- | ---------------- |
| 2010               | Vancouver (Canadá)          | Medalla de bronce | Relevo           |
| Campeonato Mundial |                             |                   |                  |
| Año                | Lugar                       | Medalla           | Prueba           |
| 2007               | Antholz (Italia)            | Medalla de oro    | Relevo mixto     |
| 2009               | Pyeongchang (Corea del Sur) | Medalla de plata  | Relevo mixto     |
| 2010               | Janty-Mansisk (Rusia)       | Medalla de bronce | Relevo mixto     |
| 2011               | Janty-Mansisk (Rusia)       | Medalla de bronce | Relevo           |
| 2012               | Ruhpolding (Alemania)       | Medalla de plata  | Persecución      |
| 2012               | Ruhpolding (Alemania)       | Medalla de bronce | Velocidad        |